# Afrixalus orophilus
Afrixalus orophilus es una especie de anfibios de la familia Hyperoliidae.
Habita en Burundi, República Democrática del Congo, Ruanda y Uganda.
Su hábitat natural incluye montanos secos, praderas tropicales o subtropicales a gran altitud y pantanos.
Está amenazada de extinción por la pérdida de su hábitat natural.